# Église Saint-Élie de Glamoč
Pour les articles homonymes, voir Église Saint-Élie.
L'église Saint-Élie est située en Bosnie-Herzégovine, sur le territoire de la ville de Glamoč et dans la municipalité de Glamoč. Construite au XXe siècle, elle est inscrite sur la liste provisoire des monuments nationaux de Bosnie-Herzégovine.

## Architecture

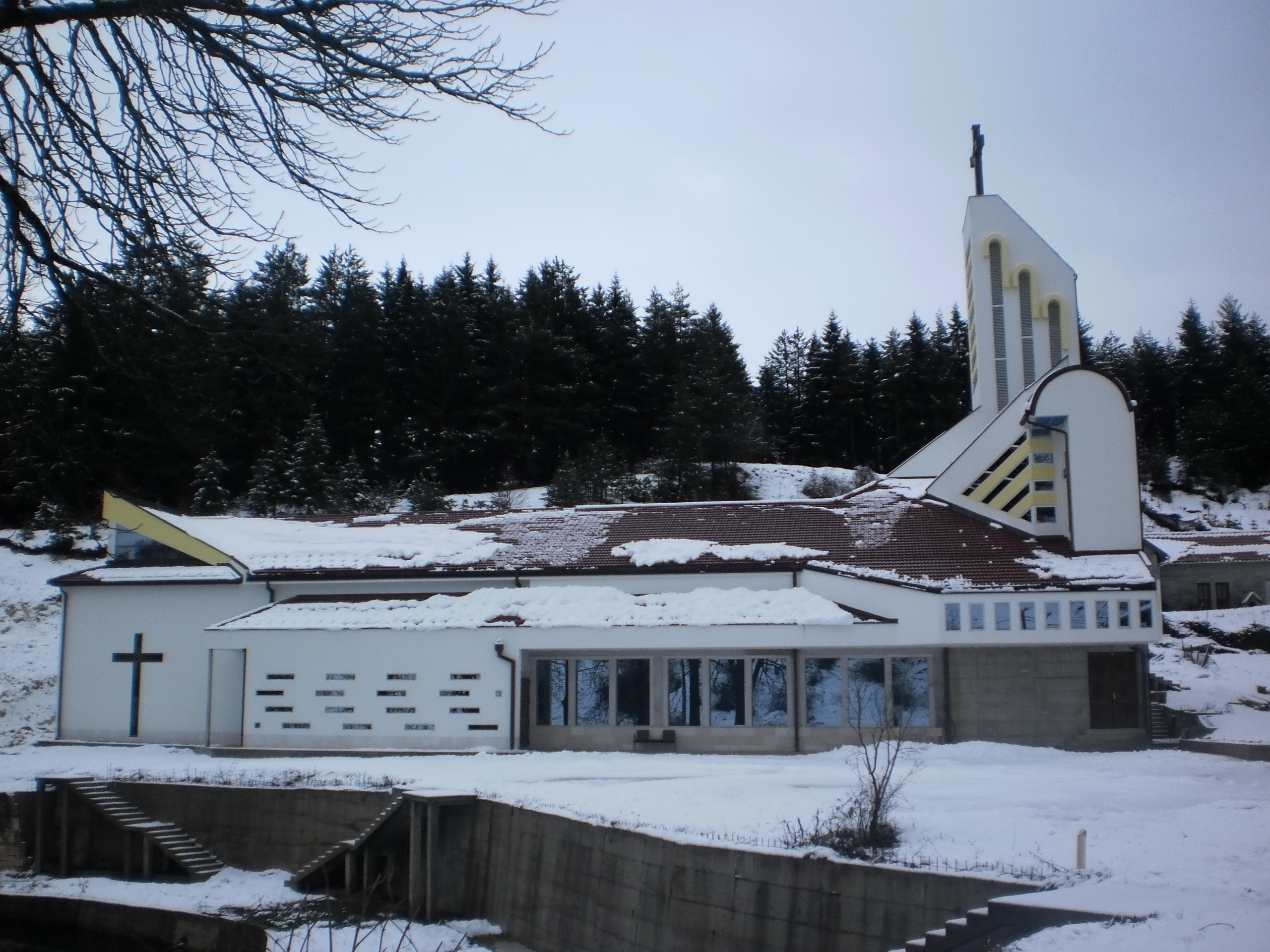
Autre vue de l'église, sous la neige